# 馬杉復三
馬杉 復三（ますぎ またぞう、1896年（明治29年）5月18日 - 1947年（昭和17年）9月5日）は、日本の病理学者である。旧姓は望月。

## 経歴・人物
滋賀県大津市に生まれ、滋賀県立膳所中学校、第三高等学校を卒業後、東京帝国大学医学部（現在の東京大学大学院医学系研究科・医学部）医学科に入学する。同大学の教授だった緒方知三郎から病原学を学び、1921年（大正10年）に卒業した。1925年（大正15年）に研究のためにヨーロッパに留学し、帰国後の1927年（昭和2年）に千葉医科大学（現在の千葉大学医学部）にて教鞭を執った。
その後は教授としての活動の傍ら腎臓炎を発症させるために、実験動物に抗腎血清を投与させその原因としてアレルギー反応と証明される研究を行う。この業績により後の1939年（昭和14年）には自身の名に因んだ病名である「馬杉腎炎」が登録され世界的に知られるようになり、医学博士を取得した。1944年（昭和19年）に千葉大学を退官し、晩年は順天堂医学専門学校（現在の順天堂大学医学部）および東京医学専門学校（現在の東京医科大学）教授を務めた。

## 著書
- 『結核の病理とアレルギー』
- 『腎炎その他の研究』